# John Merivale
John Herman Merivale (1 decembrie 1917 - 6 februarie 1990) a fost un actor de teatru britanic și ocazional actor secundar în filme.